# Fulanito (banda)
Fulanito es un grupo musical estadounidense con sede en Washington Heights en la ciudad de Nueva York. El grupo combina el merengue tradicional con elementos de otros géneros como house, hip hop y bachata entre otros. Con más de cinco millones de álbumes vendidos en todo el mundo, fueron en un momento el acto con más ventas en Colombia y se ubicaron en otras listas, incluidas las de Japón, Suiza, Estados Unidos y Chile .[cita requerida]
Su nombre significa hombre indeterminado o imaginario. Los integrantes de Fulanito habían estado anteriormente en grupos populares como 740 Boyz y 2 in a Room.

## Historia
Fulanito fue formado en 1996 por el cantante y productor dominicano-estadounidense  Rafael 'Dose' Vargas y el productor Winston 'Win' Rosa con la idea de explotar sus talentos combinados en el mercado latino. Vargas creció en el barrio de Washington Heights en Manhattan, Nueva York, y Winston creció en el sur del Bronx . Se conocieron en 1992 durante una sesión de estudio donde Winston trabajaba como ingeniero de grabación en uno de los proyectos anteriores de Rafael. Su primer álbum, “El Hombre Más Famoso De La Tierra”, ganó fama internacional con los exitosos sencillos “Guallando”, “El Cepillo” y “La Novela”. El álbum vendió más de 500.000 unidades en todo el mundo. Ganaron aún más notoriedad internacional con su segundo álbum, "El Padrino", que les valió su primera nominación al Grammy. Su tercer álbum, “Americanizao” (2001), sería la última producción en la que trabajarían juntos Vargas y Rosa.

### Influencias
Las influencias de Fulanito se remontan a los primeros días de la música tropical latina en Nueva York. "Al crecer en la ciudad de Nueva York a finales de los años 70 y 80, nuestra generación ha sido influenciada por los sonidos de la música dance clásica y el hip-hop, mientras los sonidos tropicales clásicos ondeaban en nuestros oídos", afirma Vargas. Desde sus raíces latinas, Vargas y Rosa fueron impulsados por personas como Héctor Lavoe, Willie Colón, Johnny Pacheco, Johnny Ventura y Fernandito Villalona . Sus raíces más juveniles se remontan a Run DMC, T La Rock y LL Cool J, entre otros.

### 2 in a Room
Vargas comenzó su búsqueda en el negocio de la música cuando colaboró por primera vez en un proyecto recopilatorio encabezado por Aldo Marín y su sello discográfico Cutting Records. La compilación consistiría en que varios productores incorporaran sus propios sonidos a la música dance. Vargas y su entonces socio, Roger Pauletta, presentaron una canción fusionada entre House y Hip-hop "Do What you Wanna Do", la canción ganó notoriedad en la industria de la música House underground por su flujo único de Rap mezclado con un ritmo House amigable para el baile. La popularidad de la canción llevó a Marín a sugerir que Vargas colaborara con su estilo de rap en otro sencillo del álbum. Vargas se asociaría con el DJ y productor George Morel en el éxito internacional "Wiggle It". Con el éxito inmediato de "Wiggle It", Vargas finalmente se convirtió en el líder del grupo 2 in a Room, lanzando el álbum "Wiggle It" (Cutting/Charisma, 1990). 
En 1992, Vargas conoció a Winston Rosa mientras Rosa estaba diseñando uno de sus sencillos destacados. Al tener estilos musicales e influencias similares en común, se llevaron muy bien y finalmente se unieron y formaron su productora, WinDose International. Tras el éxito de "Wiggle It", Vargas buscaba traer algo nuevo. Con la ayuda de Rosa, lanzó el álbum "World Party" (Cutting Records, 1994), que añadió el elemento latino a su ya popular mezcla House/Hip-Hop. Vargas reclutó a su compañero Elvin Ovalles como compañero lírico. El primer sencillo de "World Party" fue el éxito del club Latin Urban "El Trago", producido por el dúo de DJ de música dance formado por Víctor y Danny Vargas (sin relación con Rafael).

### 740 Boyz
El sonido y la popularidad de "World Party" fue la motivación que tanto Vargas como Rosa necesitaban para construir un nuevo sonido en el siempre cambiante circuito de la música Dance. Con la incorporación de José "Pickles" Fuentes, su amigo, promotor del club local y DJ del barrio de Vargas, formaron los 740 Boyz . Su álbum homónimo fue lanzado en 1995, ganando seguidores en todo el mundo con el éxito internacional "Shimmy Shake". El grupo ganó mayor popularidad en Europa, concretamente en Francia. 740 Boyz fue el precursor de lo que definió el legado de Fulanito, donde Vargas utilizó por primera vez sus característicos coros agudos y su estilo de rap.

### El hombre más famoso de la Tierra(1997–1999)
A medida que la popularidad de los 740 Boyz comenzó a disminuir, Vargas volvió a buscar un nuevo sonido y mercado para explotar su talento. Con el creciente éxito de muchos grupos jóvenes latinos urbanos como Proyecto Uno, Ilegales y Sandy y Papo surgiendo en América del Sur, Vargas y Rosa estaban ansiosos por aprovechar el éxito. Vargas era muy consciente del creciente éxito del género tradicional de merengue conocido como Perico Ripiao (en español, "loro desmenuzado"). Vargas encontró una manera de mantener unidos sus proyectos anteriores al incorporar a Ovalles, Fuentes y agregar a Marino Paredes a la mezcla. Rosa, muy cercano al género, contó con el talento de su padre, Arcenio De La Rosa, un reconocido artista de merengue tradicional por derecho propio, para aumentar la autenticidad del sonido. Fusionaron sus estilos de hip hop con los sonidos del merengue, así como con la samba y la cumbia, y lanzaron El hombre más famoso de la Tierra en 1997. El álbum obtuvo reconocimiento mundial, vendiendo inmediatamente más de 500.000 unidades. El primer sencillo del álbum, «Guallando», se convirtió en un canto familiar y ganó el premio a la canción del año en Colombia en 1998. 

### El padrino(1999-2001)
El segundo álbum de estudio de Fulanito, "El Padrino" (Cutting, 1999) utilizó muchos de los mismos elementos que les dieron fama internacional, con sólo cambios menores en el sonido y la línea frontal. Rosa decidió dejar su puesto como líder para concentrarse en la producción. Vargas agregaría a Welington Belen para reemplazar a Rosa. Belén, nacida y criada en la República Dominicana y estudiante del género merengue, jugó un papel decisivo en la producción de "El Padrino". Vargas y Rosa pudieron incorporar más del auténtico sonido del merengue y al mismo tiempo agregaron su elemento urbano americano con facilidad. El álbum recibió una nominación al Grammy en 1999 y varias canciones aparecieron en el estreno cinematográfico moderno de John Singelton, Shaft .

### Americanizao(2001-2004)
Con el lanzamiento de "Americanizao" (Cutting, 2001) el grupo se convierte en cuarteto. Belén dejó el grupo y Vargas se centraría en un sentimiento de baile más urbano para el álbum. Con su exitoso sencillo "Callate", los temas de hip-hop "Otra Vez" y "Eight Million Ways", el sonido que produjo Fulanito estaba causando sensación para variar, sin dejar de mantenerse arraigado en sus raíces merengues con "Pecho A Pechuga". "La Tiembladera" y "El Generalísimo", canción que generó ligera polémica en República Dominicana. "El Generalísimo" finalmente fue prohibido en las ondas del país pocos días después del lanzamiento del álbum. Los funcionarios citaron el uso del título "Generalísimo" como una cierta glorificación del último dictador del país, Rafael Trujillo .

### La verdad(2004-2007)
En 2004, Fulanito tuvo un ligero cambio en su plantilla. Vargas reemplazaría a Ovalles y Paredes, y agregaría a Jesús Martínez y Daniel Fernández para reemplazarlos.

### ¡Vacanería!(2007-2009)
El estreno de "Vacanería!" vio el surgimiento de Rafael Vargas mientras solidificaba su elemento básico como solista. Otros artistas y productores fueron invitados a participar en la construcción del álbum para asegurar variedad, profundidad y un soplo de aire fresco para los oyentes de hip hop latino de todo el mundo. Los productores musicales y hermanos, Cristian Méndez y Cleyton Méndez, también conocidos como Guary & Cleyton, estuvieron entre los contribuyentes al nuevo álbum. El dúo produjo un tema de salsa hip-hop titulado "Pa Que Sepa", utilizando adecuadamente una pieza de la composición de Roberto Ruena "Que Se Sepa", y también el tema "Mataron El Negro", incorporando hábilmente una parte de la composición "El Negron Bembon", interpretado por el legendario salsero Ismael Rivera . El primer sencillo del álbum fue "Mira", que cuenta con la voz de Rhingo 'Truko' Fernández. Truko también aparece junto a Magic Juan (ex vocalista del grupo Proyecto Uno) en la canción "Ajena". "No Hay Otro Como Yo" presenta al salsero Kevin Ceballo cantando el gancho en spanglish. "Sabado en La Noche", un tema de reggaetón con influencias del merengue, fue producido y presentado por Tonny Tun Tun. Otras dos canciones de reggaetón del álbum son los temas "Contigo" y "Sigue (Oh Oh)". La pista de club con sabor árabe "Culebrita" fue producida por Rahdeekhal. En 2007, el álbum le valió a Rafael su segunda nominación al Grammy en la categoría de mejor Álbum Urbano Latino 